# Остров Хвостова
Остров Хвостова (англ. Khvostof Island, алеут. Atanax̂, Атанаҳ) — необитаемый остров в составе Крысьих островов, относящихся к Алеутскому архипелагу.

## География
Западный берег весьма круто возвышается из моря на высоту 256 м. Восточная сторона характеризована относительно плоским и пологим плато. Вероятно, остров является остатком крупного вулкана, взорвавшегося во время извержения в третичном периоде. Составляет около 2 км в длину и 2,74 км в ширину.

## История
Остров был открыт русскими мореплавателями и назван в честь путешественника Николая Хвостова.